# Periodonto
Los dientes se encuentran rodeados por tejidos periodontales o periodonto, (del latín peri, que significa “alrededor” y el griego odonto, que significa “diente”). Estos proporcionan el sostén necesario para que puedan llevar a cabo diferentes funciones. Los tejidos que conforman el periodonto son: Encía, ligamento periodontal, cemento radicular y hueso alveolar. El periodonto forma parte del sistema masticatorio o estomatognático.

## Desarrollo y crecimiento
El periodonto, en las etapas de infancia y pubertad, está en constante remodelación ya que se exfolia y comienzan a erupcionar los dientes. Esto quiere decir que no puede haber una descripción estable sobre un periodonto normal ya que va a variar conforme a la edad de cada persona.

## Clasificación
Los tejidos que conforman el periodonto se dividen en:
- Periodonto de protección. Son los tejidos que se encargan de la protección del periodonto de inserción. Estos formado por la encía y el epitelio de unión

- Periodonto de inserción. Tejidos encargados de sostener y mantener al diente en su posición en el alvéolo. Está formado por cemento, ligamento periodontal y hueso alveolar

### Encía
La cavidad oral se encuentra cubierta por mucosa. Ésta se divide en tres tipos diferente. [1,5, 6]
- Mucosa masticatoria: Es la que recibe directamente las cargas de masticación de alimentos. Los alimentos se deslizan por las zonas próximas a los dientes: encía y paladar duro.

- Mucosa especializada: la encontramos en los 2/3 anteriores de la cara dorsal o superficie superior de la lengua. Se llama especializada porque en ella se encuentran los receptores de sabor.

- Mucosa de revestimiento: Se encuentra en la cara interna del labio, cara interna de las mejillas, piso de la boca, cara inferior de la lengua y paladar blando. Estas zonas no participan, directamente, en el proceso masticatorio y no tienen receptores del gusto.

- Encía. Es la parte de la mucosa que se une tanto a los dientes, como a los procesos alveolares de los maxilares. Esta encía debe cumplir con ciertas características: 
  - Color. El color de una encía normal puede variar ya que hay diversos factores que están involucrados y pueden alterar el color de esta, como son la queratina epitelial, grado de irrigación, pigmentación y el espesor de dicho epitelio. Por lo general tiende a ser de un color rosa pálido. [2,5,6]
  - Contorno. Existen dos tipos de contornos que son el contorno papilar y el contorno marginal. El contorno marginal. Es aquel en el cual la encía es más fina y delgada, se dirige hacia la parte coronal del diente y es festoneada en los márgenes gingivales. En el contorno papilar las papilas llenan espacios interproximales hasta el área de contacto.
  - Textura. Generalmente tiene una textura como “cáscara de naranja”, es decir que existe puntilleo en diversas áreas de las superficies vestibulares de la encía insertada. Esta tiene que ser firme, y por la parte insertada debe estar unida a los dientes y hueso alveolar. [2,5]
  - Surco. Espacio entre la encía libre y el diente. Puede medir hasta 3 mm de profundidad, sin sangrado. [2,5]

### Cemento dental
Es un tejido muy delgado que cubre la superficie de la raíz dental. Este carece de inervación y de vascularidad. Es más grueso por su parte apical y más delgado por la parte coronal. [2,4,5]
El cemento radicular es casi imperceptible radiográficamente. Es más grueso en adultos que en niños y son micras la diferencia que existe entre estos. 
El depósito de cemento radicular es un proceso continuo. La formación del cemento es más rápida en las zonas apicales, donde hay una compensación en la erupción del diente, que esta misma compensa movimientos de la masticación[6, 7]. Entre los 11 y 70 años de edad, el grosor promedio del cemento aumenta tres veces, con el incremento mayor en la región apical. Cuando la aposición de cemento sobrepasa los niveles normales forma masas voluminosas en la porción apical de la raíz dentaria se habla de Hipercementosis (reacción defensiva de los tejidos periapicales caracterizada por una marcada formación de cemento radicular). 
Existen dos tipos de cemento radicular, el cemento acelular (primario) y el cemento celular (secundario) 
- Cemento acelular o primario. Este cubre desde el cuello hasta la mitad de la raíz, se forma antes de que el diente alcance su primer contacto oclusal. Las fibras de Sharpey constituyen la mayor parte de la estructura del cemento acelular, se insertan en ángulos rectos, pero otras entran en direcciones distintas, también se observan otras fibrillas dispuestas paralelamente con la superficie radicular. Las fibras de Sharpey conforman el sistema fibroso extrínseco y son producidas por los fibroblastos. El sistema fibroso intrínseco es producido por los cementoblastos y está compuesto por fibras orientadas paralelamente a la superficie radicular. [6, 7,10 ]

- Cemento celular o secundario. Se forma cuando el diente llega al primer contacto oclusal en respuesta a exigencias funcionales durante toda la vida. Posee células atrapadas en su matriz. Se deposita sobre el cemento primario durante todo el período funcional del diente producido por cementoblastos que al quedar atrapados en el tejido cementoide se denominan cementocitos. Estas células se encuentran en lagunas que se unen entre sí por procesos citoplasmáticos que pasan por canalículos (conductos de reducido tamaño) en el cemento, de la misma forma los cementocitos están unidos a los cementoblastos de la superficie. La presencia de los cementocitos permite el transporte de nutrientes a través del cemento y contribuye al mantenimiento de la vitalidad de este tejido mineralizado.

La etiología varía y no hay una respuesta concreta. En dientes sin antagonistas, es interpretada como un esfuerzo por seguir el proceso eruptivo para lograr el contacto antagonista. En dientes con afección apical como proceso reparativo del espacio que ocupara el tejido fibroso. En traumatismo oclusal como refuerzo radicular en respuesta a las exigencias funcionales. [6, 7,10 ]

### Ligamento periodontal
El ligamento periodontal es un tejido conectivo que rodea a la raíz y la une al hueso, por lo tanto mantiene el diente en su alveolo. Está formado a base de fibras de colágeno que se insertan en el cemento del diente y en el hueso (fibras de Sharpey). Sirve como amortiguador y reparte las fuerzas hacia el hueso alveolar.  [1,2] Es más ancho en la porción coronal y apical y se constriñe en la parte media. 
Las células en el ligamento peridontal son: fibroblastos, osteoblastos, cementoblastos, osteoclastos, células epiteliales, células mesenquimatosas indiferenciadas pericitos, en la periferia de vasos sanguíneos), macrófagos, Mastocitos y eosinófilos, también contiene una matriz que cubren los espacios entre las fibras y las células. Los componentes principales son: glucosaminoglucanos como: ácido hialurónico, proteoglucanos; y glucoproteínas como fibronectina y lamininas, su contenido de agua de un 70% [3,6,7,9]
La vascularización del ligamento periodontal, proviene de las arterias alveolares superior e inferior, llegando por medio de los vasos apicales, vasos del hueso alveolar y vasos anastomosados de la encía. [56]
La invervación del ligamento periodontal es inervado por fibras nerviosas sensoriales que transmiten sensaciones de dolor y presión. Estas fibras pasan al ligamento periodontal por medio del área periapical y a través de canales del hueso alveolar. [5,6]
Las funciones del ligamento periodontal son diversas: 
- Formativa. Contiene las células necesarias para neoformación (fibroblastos), de hueso (osteoblastos); de cemento (cementoblastos); de sustancia fundamental (fibroblastos y otras que pueden diferenciarse a partir de pericitos). [5,6,7]

- Restaurativa. Durante el movimiento fisiológico (mesialización), el ligamento interviene en la formación y resorción del cemento y hueso así como de fibras. Este proceso ocurre durante el acomodo del periodonto, ante las fuerzas oclusales y en la reparación de las lesiones. [5,6,7]

- Físicas. Son aquellas que abarcan la transmisión de fuerzas oclusales al hueso, inserción del diente al hueso, y mantiene a los tejidos gingivales en las relaciones adecuadas con los dientes. Todo esto es con función de que tengan resistencia, es decir que pueda absorber el choque de las fuerzas oclusales. Dentro de las funciones físicas y de la resistencia, las fibras del ligamento periodontal desempeñan otro papel, que es contener el diente contra los movimientos laterales y la deformación del tejido periodontal cuando se somete a fuerzas de compresión. La transmisión de fuerzas oclusales, depende de la fuerza axial que se ejerce sobre el diente. Cuando se aplica una fuerza de forma horizontal, comienzan dos fases que serán características de un movimiento dentario: la primera está dentro del ligamento periodontal y la segunda va a producir un desplazamiento óseo vestibular y lingual, ya que el diente va girando alrededor de un eje que va cambiando conforme la fuerza aumenta. En zonas donde hay tensión, los haces de las fibras se comprimen y el diente se va a desplazar. [4,5,6,7,9]

- Nutricional.El ligamento periodontal aporta nutrientes al cemento, hueso y la encía por medio de los vasos sanguíneos. Además provee drenaje linfático a los vasos provenientes de papilas interdentarias y encía marginal. [5,6,7]

- Sensitiva. El ligamento periodontal se encuentra muy inervado por fibras nerviosas sensitivas con capacidad para transmitir sensaciones táctiles, de presión y dolor por las vías trigeminales. Los fascículos nerviosos pasan hacia el ligamento periodontal desde la región periapical y por los conductos del hueso alveolar que siguen la trayectoria de los vasos sanguíneos. Se dividen en fibras individuales mielinizadas que al final pierden sus vainas de mielina y confluyen en uno de cuatro tipos de terminación neural: terminaciones nerviosas; que poseen configuración arbórea; corpúsculos tipo Ruffini, localizados de modo primario en la zona apical; formas en espiral, registradas sobre todo en la región radicular media; y terminaciones tipo huso, que se encuentran rodeadas por una cápsula fibrosa y se localizan primordialmente en el ápice. Las terminaciones libres son responsables de la sensación de dolor. El ligamento también posee propioceptores que dan información concerniente a tensión, movimiento y posiciones. [5,6,7,3]

### Hueso alveolar
Es tejido óseo que contiene alvéolos o cavidades donde van alojadas las raíces de las piezas dentarias. Al fragmento de hueso que queda entre un alveolo y otro adyacente se denomina cresta o séptum interdental o interalveolar. Las porciones óseas que cubren las superficies bucales y linguales son llamadas tablas óseas bucales y linguales respectivamente. 
Tejido sensible a los cambios, se encuentra en constante remodelación. Es altamente vascularizado e inervado.
Tiene espacios medulares amplios, las crestas alveolares son más planas y se asocian con los dientes primarios. [2,7,8,9]
El hueso alveolar está conformado por dos clases de hueso: Hueso compacto y hueso trabeculado.

#### Hueso compacto
El hueso compacto consiste en una cubierta de hueso sólido, compacto, que protege al hueso trabeculado de traumas físicos y químicos, inclusive la parte interna del alveolo está recubierta por esta. La cresta alveolar también está recubierta por lámina dura y en radiografías de mordida se aprecia a una distancia aproximada de 1 o 2 milímetros de la unión esmalte-cemento en condiciones de salud periodontal y aún en gingivitis. [5,7,8] Cuando la lámina dura sufre reabsorción rápida como en el caso de periodontitis rápidamente evolutiva, queda expuesto el hueso esponjoso o trabeculado, pudiendo perderse una importante cantidad de hueso de soporte dentario hasta el punto de exfoliar la pieza. [4,5,7] 
Generalmente cuando ocurre reabsorción de cresta interdental, los procedimientos terapéuticos actuales ofrecen poca o ninguna garantía de recuperarlos a niveles normales. Por lo tanto la evidencia radiográfica de presencia o ausencia de lámina dura para detectar la reabsorción ósea en sus etapas iniciales, es de vital importancia para que el pronóstico sea favorable, con un tratamiento oportuno que prevenga el progreso de la enfermedad. Es importante destacar cuando existe evidencia radiográfica de disminución de la altura de la cresta a niveles subnormales, pero al mismo tiempo existe evidencia de continuidad e integridad de lámina dura, se puede afirmar que al momento de tomar la radiografía la reabsorción “no está activa” pues permitió la neoformación de corteza protectora. [5,7,10]
La lámina dura adyacente al ligamento periodontal, está perforada por numerosos conductos de Volkmann por los cuales pasan vasos y nervios desde el hueso alveolar hacia el ligamento. En ésta corteza también se insertan los haces de fibras de Sharpey, similar a las que quedan atrapadas en cemento radicular. 

#### Hueso trabeculado
También llamado hueso esponjoso por la similitud arquitectónica con ese material. Está compuesto por trabéculas óseas que son formadas por osteoblastos, las trabéculas se anastomosan creando una especie de red o malla de hueso que caracteriza a este tejido. Los osteoblastos, células encargadas de formar tejido osteoide constituido por fibras colágenas y una matriz con glucoproteínas y proteoglucanos; quedan atrapados en el tejido osteoide, cuando este experimenta calcificación por depósito de minerales para después transformarse en hidroxiapatita y hueso. A los osteoblastos atrapados se les denomina osteocitos. Los osteocitos residentes en las lagunas del hueso calcificado, están unidos entre sí y con los osteoblastos de la superficie ósea, mediante prolongaciones citoplasmáticas que pasan por conductillos que comunican a las lagunas. Ese mecanismo de comunicación sirve para el intercambio regular de los niveles de calcio y fosfato en sangre, utilizando para ello diferentes mecanismos de control hormonales.
Por razones no muy bien conocidas la calcificación ósea forma laminillas concéntricas que rodean vasos sanguíneos formando la estructura llamada sistema haversiano que nutre a todas las células. A la unidad del sistema haversiano, que representa la forma en que los osteocitos se comunican por prolongaciones citoplasmáticas dentro de canalículos se le llama Osteon. [5,7,8,10]